# Porrhomma rakanum
Porrhomma rakanum là một loài nhện trong họ Linyphiidae.
Loài này thuộc chi Porrhomma. Porrhomma rakanum được Takeo Yaginuma & Kendo Saito miêu tả năm 1981.